# Nena
Nena, pseudonimo di Gabriele Susanne Kerner (Hagen, 24 marzo 1960), è una cantante tedesca molto popolare in Germania.
Celebre internazionalmente per il brano 99 Luftballons dell'allora gruppo musicale Nena. Con 22 milioni di dischi venduti in tutto il mondo, Nena è la cantante pop di lingua tedesca di maggior fama internazionale nella storia della musica leggera tedesca.

## Biografia

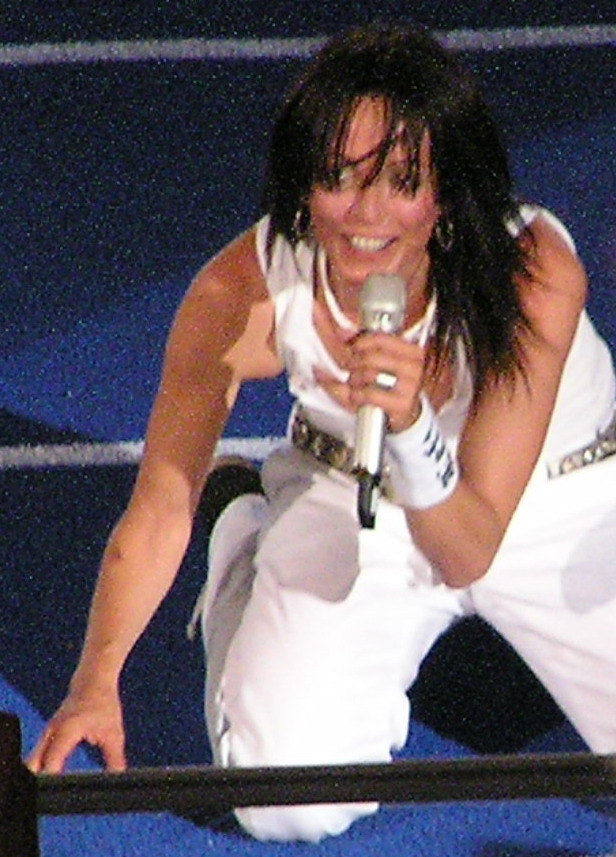
Nena in concerto nel 2004

Gabriele Susanne Kerner ha ricevuto a tre anni il soprannome Nena, che significa "piccola bambina", dopo una vacanza in Spagna; ha una sorella (Kristiane, chiamata anche Nane) ed un fratello (Michael) più giovani. Dopo aver trascorso l'infanzia ad Hagen, sua città natale, ha interrotto gli studi durante l'11ª classe del gymnasium. Ha quindi frequentato un corso per orefice, rinunciando alla qualifica poco prima di dare l'esame. Nel novembre del 1977 ha incontrato in una discoteca di Hagen il chitarrista Rainer Kitzmann, che le ha proposto il ruolo di cantante nel gruppo The Stripes. L'anno dopo si è esibita dal vivo col gruppo, scioltosi però quasi subito.
Si è poi trasferita a Berlino Ovest, che allora (insieme a Hagen) era la metropoli della Neue Deutsche Welle, con l'ex batterista del gruppo e compagno Rolf Brendel. Qui ha conosciuto i futuri membri del gruppo Nena: il tastierista Uwe Fahrenkrog-Petersen, il bassista Jürgen Dehmel ed il chitarrista Carlo Karges. Lavorando part-time nell'ufficio di Jim Rakete, dove curava le pubbliche relazioni per il gruppo Spliff, ha conosciuto i componenti Reinhold Heil e Manne Praeker che produrranno un suo disco. Negli studi degli Spliff, nel 1982, è nato il pezzo Nur geträumt del gruppo Nena, chiamato così proprio dal soprannome della cantante. Dopo l'apparizione nella trasmissione televisiva Musikladen, le vendite del singolo sono balzate alle stelle.
Il secondo singolo del gruppo, 99 Luftballons, portato per caso dall'autrice Christiane F. insieme a numerose canzoni in tedesco in un viaggio negli Stati Uniti, ha suscitato l'attenzione dei DJ californiani: la sua diffusione via radio è partita dalla costa occidentale per arrivare alla frontiera canadese, superando la soglia del milione di copie vendute negli USA ed entrando quindi nei primi posti delle classifiche di tutto il mondo. In Germania il pezzo è rimasto primo in classifica per 23 settimane, in Austria per 14 e in Svizzera per 11. Nel 1983 il gruppo ha prodotto il primo album 99 Luftballons, che l'anno dopo è uscito anche nella versione internazionale in inglese insieme al 2º album ? (Fragezeichen). Al tastierista Uwe Fahrenkrog-Petersen il gruppo deve i componimenti di maggior successo mentre i testi portano la firma del chitarrista Carlo Karges. Dopo qualche altro singolo e album di successo, come Feur und Flamme e Eisbrecher, nel 1987 la band si è sciolta.
Nena è anche attrice cinematografica: nel 1983 ha interpretato Gib Gas, ich will Spaß! (Accelera, voglio divertirmi!) con il cantante rock Markus e il gruppo punk Extrabreit: il film è stato definito "trash cinematografico", ma è anche considerato un film culto dei primi anni ottanta, dato che esprime il modo di pensare dei giovani e la moda di quei tempi; la colonna sonora è costituita dalle canzoni rock tedesche basate sulla Neue Deutsche Welle: tra le quali merita una menzione Kleine Taschenlampe brenn, cantata proprio da Nena e Markus.
Durante le riprese di un altro lungometraggio, Der Unsichtbare del 1987, Nena ha conosciuto l'attore svizzero Benedict Freitag. Da questa relazione nel 1990 sono nati i suoi figli gemelli Larissa Maria e Sakias Manuel. Nel 1992 Nena si è lasciata con Benedict Freitag. Gli altri due figli Samuel Vincent Madou (1995) e Simeon Joel (1997) sono nati dalla relazione con Philipp Palm, un batterista di Stoccarda diventato poi anche il suo produttore, con il quale oggi vive ad Amburgo.
Dopo la separazione del gruppo del 1987 Nena ha iniziato nel 1989 la sua carriera da solista con Wunder gescheh'n e Du bist überall, che aveva scritto durante la sua prima gravidanza. Negli anni novanta, oltre ai vari album, ha lanciato anche dischi speciali per bambini. Nel 1994 ha moderato per qualche mese la rubrica televisiva Boulevardmagazin "Metro" sul canale ARD, e nel 1998, sullo stesso canale, con più di sette milioni di spettatori, il Countdown Grand Prix. Per il ventennio di carriera (2002) Nena e Uwe Fahrenkrog-Petersen, l'ex compositore e tastierista del gruppo, hanno inciso nuovamente i loro pezzi storici, da cui l'ennesimo successo di vendite.
Nel 2003 torna ad un folgorante successo in quasi tutta Europa, sbancando le classifiche in cui rimarrà per oltre sei mesi con Anyplace, Anywhere, Anytime, un duetto con la cantante inglese Kim Wilde (versione bilingue del successo di Nena del 1985 dal titolo originale Irgendwie, irgendwo, irgendwann che raggiunse allora la Top 3 in Germania per ben 20 settimane), Il singolo sarà numero 1 in Austria, Belgio, Germania e Paesi Bassi.
Con i singoli Liebe ist e Willst du mit mir gehn poi, il doppio CD Willst du mit mir gehn tra febbraio e marzo del 2005, Nena è riuscita ancora a scalare le classifiche tedesche. Il 7 ottobre 2005 un terzo singolo Lass mich è entrato anche nella classifica austriaca. Il 17 ottobre 2005 Nena ha presentato alla Frankfurter Buchmesse (fiera del libro di Francoforte) l'autobiografia stilata con l'aiuto di Claudia Thesenfitz recante lo stesso titolo dell'album appena pubblicato ed anch'esso subito molto venduto.
Nel 2010 la sezione tedesca della PETA mette in risalto il suo essere vegetariana (successivamente diviene vegana-crudista).
Il 30 ottobre 2017 è apparsa come ospite nel famoso programma di intrattenimento "Willkommen bei Carmen Nebel" in prima serata sul secondo canale tedesco (ZDF), dove è stato annunciato per sabato 7 ottobre in prima serata e sullo stesso canale "Nena-Nichts versäumt", uno speciale presentato da Thomas Gottschalk che ripercorre la carriera della cinquantasettenne "Pop-Ikone" nel suo 40.mo anniversario sulla scena musicale tedesca ed internazionale, in cui ci sarà tra gli ospiti anche Gianna Nannini.

## Discografia

### Discografia con The Stripes
Album
- The Stripes, 1980

Singoli
- Ecstasy, 1979
- Strangers, 1980
- Tell Me Your Name, 1980
- Don't You Think That I'm a Lady, 1981

### Discografia con il gruppo Nena
Album
- Nena, 1983 (1983 rimasto per 9 settimane al 1º posto in Germania)
- ? (Fragezeichen), 1984 (1984 rimasto per 7 settimane al 1º posto in Germania)
- Nena - International Album, 1984
- Feuer und Flamme, 1985
- It's All in the Game, 1985
- Eisbrecher, 1986
- Nena Die Band, 1991

Singoli
- Nur geträumt, 1982
- 99 Luftballons, 1983
- Leuchtturm, 1983
- 99 red balloons, 1983
- ? (Fragezeichen), 1983
- Rette Mich, 1984
- Just a dream, 1984
- Lass mich dein Pirat sein, 1984
- Irgendwie, irgendwo, irgendwann, 1984
- Feuer und Flamme, 1985
- Haus der drei Sonnen, 1985
- It’s all in the game, 1985
- Jung wie Du, 1985
- Du kennst die Liebe nicht, 1986
- Mondsong, 1986
- Engel der Nacht, 1987
- Lass mich dein Pirat sein (Remix '91), 1991

### Discografia solista
Album
- Wunder gescheh'n, 1989
- Komm lieber Mai..., 1990
- Bongo Girl, 1992
- Und alles dreht sich, 1994
- Nena Live, 1995
- Unser Apfelhaus, 1995
- Nena und die Bambus Bären Bande, 1996
- Jamma nich, 1997
- Nenas Weihnachtsreise, 1997
- Wenn alles richtig ist, dann stimmt was nich, 1998
- Nena Live, 1998
- Nena macht... Rabatz, 1999
- Chokmah, 2001
- Nenas Tausend Sterne, 2002
- 20 Jahre - Nena feat. Nena, 2002
- Madou und das Licht der Fantasie, 2002
- 20 Jahre - Nena feat. Nena (2003 Edition), 2003
- Nena live Nena, 2004
- Willst du mit mir gehn, 2005
- Cover me, 2007
- Himmel, Sonne, Wind und Regen, 2008
- Made in Germany, 2009
- Made in Germany Live, 2010
- Du Bist Gut, 2012
- Oldschool, 2015
- Live at SO36, 2016
- Nichts versäumt Live, 2018
- Licht, 2020

Singoli
- Wunder gescheh'n, 1989
- Du bist überall, 1990
- Im Rausch der Liebe, 1990
- Manchmal ist ein Tag ein ganzes Leben, 1992
- Conversation, 1993
- Ohne Ende, 1993
- Viel zuviel Glück, 1993
- Hol' mich zurück, 1994
- Ich halt' dich fest, 1994
- Ganz gelassen..., 1997
- Alles was du willst, 1997
- Was hast du in meinem Traum gemacht, 1998
- Ich umarm' die ganze Welt, 1999
- Carpe diem, 2001
- Oldschool, Baby (con WestBam), 2002
- 99 Luftballons (New Version), 2002
- Leuchtturm (New Version), 2002
- Wunder geschehen (New Version) (come Nena & Friends), 2003
- Anyplace, Anywhere, Anytime (con Kim Wilde), 2003
- Nur geträumt (New Version), 2003
- Bang Bang (con Toktok), 2004
- Schade (con Sam Ragga Band), 2004
- Liebe ist, 2005
- Willst du mit mir gehn, 2005
- Lass mich, 2005
- Caravan of Love (con Duncan Townsend), 2006
- Ich kann nix dafür (con Olli & Remmler), 2007
- Mach die Augen auf, 2007
- Ich werde dich lieben, 2007
- Mein Weg ist mein Weg, 2008
- Wir Sind Wahr, 2009
- Du bist so gut für mich, 2010
- In meinem Leben, 2010
- Geheimnis, 2010
- Haus der drei Sonnen (New Version) (con Heppner), 2010
- Strobo Pop (con Die Atzen), 2011
- Let go tonight (con Kevin Costner & Modern West), 2011
- Hey, Hey Wickie (con K-Rings), 2011
- Das ist nicht alles, 2012
- Besser geht’s nicht, 2013
- Lieder von früher, 2015
- Berufsjugendlich, 2015
- Genau jetzt, 2016
- Be my rebel (con Dave Stewart), 2018
- Immer noch hier (con Sakias Kerner), 2018

## Filmografia parziale

### Attrice
- Gib Gas - Ich will Spaß! (1983)
- Richy Guitar (1985)
- Tagediebe (1985)
- Der Unsichtbare (1987)

### Doppiatrice
- Tobias Totz und sein Löwe (1999)
- Gli Abrafaxe e i pirati dei Caraibi (Die Abrafaxe - Unter schwarzer Flagge, 2001)
- Madou und das Licht der Fantasie (2003)
- Arthur e il popolo dei Minimei (Arthur et les Minimoys), regia di Luc Besson (2007), voce principessa Selenia